# すうねるところ
『すうねるところ』は、2012年8月27日から9月9日までシアタートラムで上演された、木皿泉脚本×内藤裕敬演出の舞台作品。木皿泉の初舞台脚本。薬師丸ひろ子にとっては、14年ぶりの舞台。
不死身の吸血鬼が人間の子どもを育てるという非日常な日常の中で、生きること、死ぬこと、そして家族のあり方を問いかける。

## キャスト
- アザミ（吸血鬼）：薬師丸ひろ子
- こがね（吸血鬼）：篠井英介
- マリオ（人間）：村井良大
- 夏彦（吸血鬼）：萩原聖人

## スタッフ
- 脚本 - 木皿泉
- 演出 - 内藤裕敬

## 評価
東日本大震災から受けた影響について「今はファンタジーを作っている時ではない」との発言もあったが、日常の中に異界の住人が紛れ込むファンタジーこそが、「目には見えないもの」（例えば、放射性物質）と向き合う武器となり、そんなファンタジーの力を木皿泉が強く信じていると思うと『STUDIO VOICE』は記事にまとめている。

## 地方公演
- 2012年9月11日（火） - 9月12日（水）石川公演 北國新聞赤羽ホール
- 2012年9月13日（木） - 9月14日（金）兵庫公演 兵庫県立芸術文化センター
- 2012年9月16日（日）愛知公演 名鉄ホール
- 2012年9月20日（木）新潟公演 新潟県民会館
- 2012年9月22日（土）福岡公演 そぴあしんぐう
- 2012年9月24日（月）大阪公演 梅田芸術劇場